# Stadio San Siro
Stadio San Siro, poznatiji kao San Siro je nogometni stadion u Milanu.
San Siro je dom jedne od najuspješnijih europskih momčadi, Milana i gradskog rivala Intera, te je jedan od najpoznatijih nogometnih stadiona na svijetu. Napravljen je isključivo za nogomet, tako da nema atletske staze.
Izgradnja stadiona započela je 1925., na inicijativu tadašnjeg predsjednika AC Milana, Piera Pirellija. Prvoj utakmici, odigranoj 19. rujna 1926. u kojoj je Inter porazio Milan rezultatom 6:3 prisustvovalo je 35.000 gledatelja. U početku je samo Milan igrao na stadionu, a od 1947. ga dijeli s Interom.
Na stadionu utakmice ponekad igra i talijanska nogometna reprezentacija, a igrana su i finala Lige prvaka sezona 1964./65., 1969./70., 2000./01. i 2015./16., te finala Kupa UEFA. Stadion je obnovljen 1989. za potrebe Svjetskog nogometnog prvenstva 1990.
Osim nogometnih utakmica, na San Siru su koncerte održavali poznati glazbenici, kao što su Bob Marley, Bob Dylan, Carlos Santana, Bruce Springsteen, David Bowie, Robbie Williams, te sastavi Rolling Stones, Red Hot Chili Peppers, One Direction i U2.

## Galerija
- Panorama
- Utakmica na San Siru
- Proslava naslova prvaka

## Vanjske poveznice
- Službena stranica Stadio San Siro
- Službena stranica AC Milana
- Službena stranica Intera

| Prethodnik:   | Domaćin finala Kupa prvaka 1965. | Nasljednik:    |
| Praterstadion | Domaćin finala Kupa prvaka 1965. | Stadion Heysel |

| Prethodnik:       | Domaćin finala Kupa prvaka 1970. | Nasljednik:     |
| Santiago Bernabéu | Domaćin finala Kupa prvaka 1970. | Wembley Stadium |

| Prethodnik:     | Domaćin finala UEFA Lige prvaka 2001. | Nasljednik:  |
| Stade de France | Domaćin finala UEFA Lige prvaka 2001. | Hampden Park |

| Prethodnik:                  | Domaćin finala UEFA Lige prvaka 2016. | Nasljednik:        |
| Olimpijski stadion u Berlinu | Domaćin finala UEFA Lige prvaka 2016. | Millennium Stadium |